# 齐致翔
齐致翔（1939年—），笔名雨洋，男，山东宁津人，中国剧作家，曾任中国戏剧家协会理事。